# Alice Standish Allen

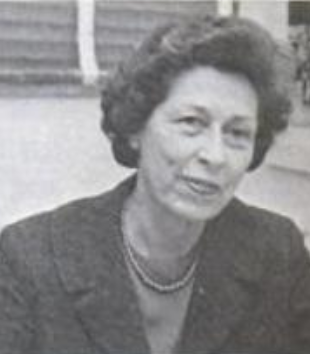
Alice Standish Allen (1966)

Alice Standish Allen (* 1907 in Boston, Massachusetts; † 5. April 2002 in Lake Ridge, Virginia) war eine US-amerikanische Geologin. Sie war die erste Frau in Nordamerika, die als Ingenieurgeologin arbeitete.

## Leben und Werk
Alice Allen wuchs im US-Staat Massachusetts im Großraum Boston auf, zunächst in Newtonville und dann in Lexington. Sie studierte am Mount Holyoke College, wo sie 1929 ihren Bachelor-Abschluss erhielt. Sie erwarb 1931 einen Master-Abschluss in Geologie an der University of Wisconsin in Madison und promovierte in Geologie an der Northwestern University. Von 1931 bis 1936 arbeitete sie als Assistentin während ihres Studiums an der Northwestern University.
Sie arbeitete danach ab 1936 in Washington, D. C. bei dem United States Geological Survey (USGS), einer Behörde im Geschäftsbereich des Innenministeriums der Vereinigten Staaten. 1942 gehörte sie zu den ersten Mitgliedern der USGS Military Geology Unit (MGU), wo sie topographisches Material für die amerikanischen Streitkräfte analysierte und erstellte.
Sie verließ 1965 den Geological Survey und arbeitete die nächsten sechs Jahre bei der Extraterrestrial Research Agency des Army Department. Sie führte geologische Arbeiten für die Agentur durch und war an der Erforschung des Baus von Mondbasen und der Entwicklung von simuliertem Mondboden beteiligt. Nach Abschluss wurde 1971 das gesamte Mondgeologieprogramm der Armee an die NASA übertragen. Anschließend arbeitete sie bis zu ihrer Pensionierung 1982 bei dem United States Bureau of Mines in der Umweltabteilung und war Expertin für Bodensenkungen im Zusammenhang mit dem Bergbau.
Sie war Mitglied der Geological Society of America und der Fourth Church of Christ Scientist in Washington, wo sie als Sonntagsschullehrerin tätig war.
Alice Allen starb am 5. April 2002 in Lake Ridge, wo sie zuletzt gelebt hatte.

## Anerkennungen
- 1968: Superior Performance Commendation für ihre Unterstützung bei der Zusammenstellung von Mondkarten für die Prä-NASA-Programme der Regierung der Vereinigten Staaten
- Meritorious Service Award des Innenministeriums für ihre Arbeit am Mesabi-Projekt.
- 1979: Publikationspreis der Association of Engineering Geologists für ihre Arbeit zu Basic Questions Concerning Coal Mine Subsidence in the United States
- 1987: Ehrenmitglied der Geological Society of America (AEG)